# Paracrias laticeps
Paracrias laticeps är en stekelart som beskrevs av William Harris Ashmead 1904. Paracrias laticeps ingår i släktet Paracrias och familjen finglanssteklar.
Artens utbredningsområde är:
- Colombia.
- Costa Rica.
- Peru.

Inga underarter finns listade i Catalogue of Life.